# Trichura esmeraldana
Trichura esmeraldana là một loài bướm đêm thuộc phân họ Arctiinae, họ Erebidae.